# Ginnastica ai Giochi della X Olimpiade - Parallele simmetriche
La competizione delle parallele simmetriche maschile di Ginnastica artistica dei Giochi della X Olimpiade si è svolta al Memorial Coliseum di Los Angeles il giorno 12 agosto 1932.

## Risultati
| Pos.    | Atleta                 | Nazione     | 1 prova | 2 prova | Totale |
| ------- | ---------------------- | ----------- | ------- | ------- | ------ |
| Oro     | Romeo Neri             | Italia      | 28,2    | 28,7    | 56,9   |
| Argento | István Pelle           | Ungheria    | 27,7    | 28,1    | 55,8   |
| Bronzo  | Heikki Savolainen      | Finlandia   | 27,5    | 27,3    | 54,8   |
| 4       | Mauri Nyberg-Noroma    | Finlandia   | 27,7    | 25,7    | 53,4   |
| 5       | Mario Lertora          | Italia      | 26,9    | 25,7    | 52,6   |
| 6       | Al Jochim              | Stati Uniti | 26,6    | 25,8    | 52,4   |
| 7       | József Hegedűs         | Ungheria    | 25,7    | 26,2    | 51,9   |
| 7       | Miklós Péter           | Ungheria    | 26,2    | 25,7    | 51,9   |
| 9       | Michael Schuler        | Stati Uniti | 25,7    | 26,1    | 51,8   |
| 10      | Savino Guglielmetti    | Italia      | 25,0    | 26,1    | 51,1   |
| 11      | Frank Haubold          | Stati Uniti | 25,3    | 25,4    | 50,7   |
| 12      | Toshihiko Sasano       | Giappone    | 24,1    | 24,1    | 48,2   |
| 13      | Vicente Mayagoitia     | Messico     | 21,0    | 23,9    | 44,9   |
| 14      | Mahito Haga            | Giappone    | 20,5    | 21,4    | 41,9   |
| 15      | Francisco José Álvarez | Messico     | 20,2    | 21,0    | 41,2   |